# 15 Year Killing Spree
15 Year Killing Spree è un box set del gruppo musicale statunitense Cannibal Corpse pubblicato nel 2003.

## Tracce

### CD1
1. Shredded Humans – 5:11 (Barnes, Mazurkiewicz, Owen, Rusay, Webster)
2. Put Them to Death – 1:48 (Barnes, Mazurkiewicz, Owen, Rusay, Webster)
3. Born in a Casket – 3:19 (Barnes, Mazurkiewicz, Owen, Rusay, Webster)
4. A Skull Full of Maggots – 2:06 (Barnes, Mazurkiewicz, Owen, Rusay, Webster)
5. Gutted – 3:15 (Barnes, Mazurkiewicz, Owen, Rusay, Webster)
6. Covered with Sores – 3:17 (Barnes, Mazurkiewicz, Owen, Rusay, Webster)
7. Vomit the Soul – 4:30 (Barnes, Mazurkiewicz, Owen, Rusay, Webster)
8. Hammer Smashed Face – 4:04 (Barnes, Mazurkiewicz, Owen, Rusay, Webster)
9. Addicted to Vaginal Skin – 3:32 (Barnes, Mazurkiewicz, Owen, Rusay, Webster)
10. The Cryptic Stench – 3:58 (Barnes, Mazurkiewicz, Owen, Rusay, Webster)
11. Staring Through the Eyes of the Dead – 3:30 (Barnes, Owen, Webster)
12. Stripped, Raped and Strangled – 3:27 (Barnes, Barrett, Owen, Webster)
13. The Pick-Axe Murders – 3:03 (Barnes, Webster)
14. The Bleeding – 4:20 (Barnes, Owen)
15. Zero the Hero (Black Sabbath cover) – 6:35 (Geezer Butler, Ian Gillan, Tony Iommi, Bill Ward)

### CD2
1. Devoured by Vermin – 3:12 (Barrett, Webster)
2. Disfigured – 3:49 (Fisher, Webster)
3. Monolith – 4:25 (Mazurkiewicz, Webster)
4. I Will Kill You – 2:48 (Webster)
5. Sentenced to Burn – 3:07 (Webster)
6. Gallery of Suicide – 3:56 (Mazurkiewicz, Owen, Webster)
7. Dead Human Collection – 2:30 (Mazurkiewicz, O'Brien)
8. The Spine Splitter – 3:10 (Mazurkiewicz, Owen)
9. Pounded into Dust – 2:17 (Webster)
10. I Cum Blood (live) – 4:06 (Barnes, Mazurkiewicz, Owen, Rusay, Webster)
11. Fucked With a Knife (live) – 2:27 (Barnes, Webster)
12. Unleashing the Bloodthirsty (live) – 4:15 (Webster)
13. Meathook Sodomy (live) – 5:16 (Barnes, Mazurkiewicz, Owen, Rusay, Webster)
14. Savage Butchery – 1:51 (Owen, Webster)
15. Pit of Zombies – 3:59 (Webster)
16. Sanded Faceless – 3:52 (Mazurkiewicz, O'Brien)
17. Systematic Elimination – 2:52 (Mazurkiewicz, O'Brien)

### CD3
1. A Skull Full of Maggots – 2:25 (Barnes, Mazurkiewicz, Owen, Rusay, Webster)
2. The Undead Will Feast – 3:01 (Barnes, Mazurkiewicz, Owen, Rusay, Webster)
3. Scattered Remains, Splattered Brains – 2:41 (Barnes, Mazurkiewicz, Owen, Rusay, Webster)
4. Put Them to Death – 1:53 (Barnes, Mazurkiewicz, Owen, Rusay, Webster)
5. Bloody Chunks – 2:26 (Barnes, Mazurkiewicz, Owen, Rusay, Webster)
6. Unburied Horror – 3:28 (Barnes, Webster)
7. Mummified in Barbed Wire – 3:07 (Barnes, Webster)
8. Gallery of the Obscene – 3:37 (Barnes, Webster)
9. To Kill Myself – 3:41 (Barnes, Owen)
10. Bloodlands – 4:29 (Barnes, Webster)
11. Puncture Wound Massacre – 1:43 (Barnes, Webster)
12. Devoured by Vermin – 3:11 (Barnes, Barrett, Webster)
13. Chambers of Blood – 4:10 (Webster)
14. Dismembered and Molested – 1:57 (Owen, Webster)
15. Gallery of Suicide – 3:58 (Mazurkiewicz, Webster)
16. Unite the Dead – 3:04 (Owen, Webster)
17. Crushing the Despised – 1:50 (Owen, Webster)
18. Headless – 2:26 (Mazurkiewicz, Webster)
19. Bethany Home (A Place to Die) (The Accüsed cover) – 3:19 (Dana Collins, Blaine Cook, Tommy Niemeyer, Alex Sibbald)
20. Endless Pain (Kreator cover) – 3:10 (Roberto Fioretti, Mille Petrozza, Jürgen Reil)
21. Behind Bars (Razor cover) – 2:19 (Dave Carlo)

### DVD
Primo live dei Cannibal Corpse 1989
1. Scattered Remains, Splattered Brains
2. The Undead Will Feast
3. Escape the Torment
4. Bloody Chunks
5. Enter at Your Own Risk
6. Put Them to Death
7. A Skull Full of Maggots

Butchered at Birth studio footage 1991
1. Drum sessions for the track Covered With Sores & bass guitar overdub for the track Innards Decay

Cannibal Corpse Eats Moscow Alive 1993
1. Shredded Humans
2. The Cryptic Stench
3. Meathook Sodomy
4. Edible Autopsy
5. I Cum Blood
6. Gutted
7. Entrails Ripped from a Virgin's Cunt
8. Beyond The Cemetery
9. A Skull Full of Maggots

Live at The Palace, Hollywood, CA 2002
1. From Skin to Liquid
2. Savage Butchery
3. Devoured by Vermin
4. Stripped, Raped and Strangled
5. Disposal of the Body
6. Pounded into Dust
7. Addicted to Vaginal Skin
8. Meathook Sodomy
9. Pit of Zombies
10. Hammer Smashed Face